# Metal·locarbonil

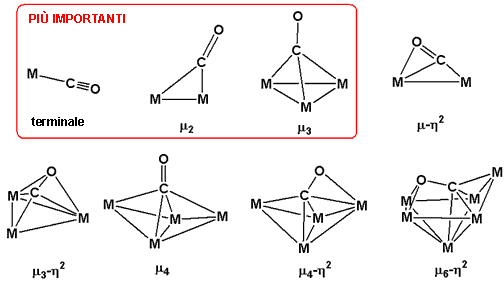
Metal·locarbonil terminal i agregats químics (clusters) dels metal·locarbonilis

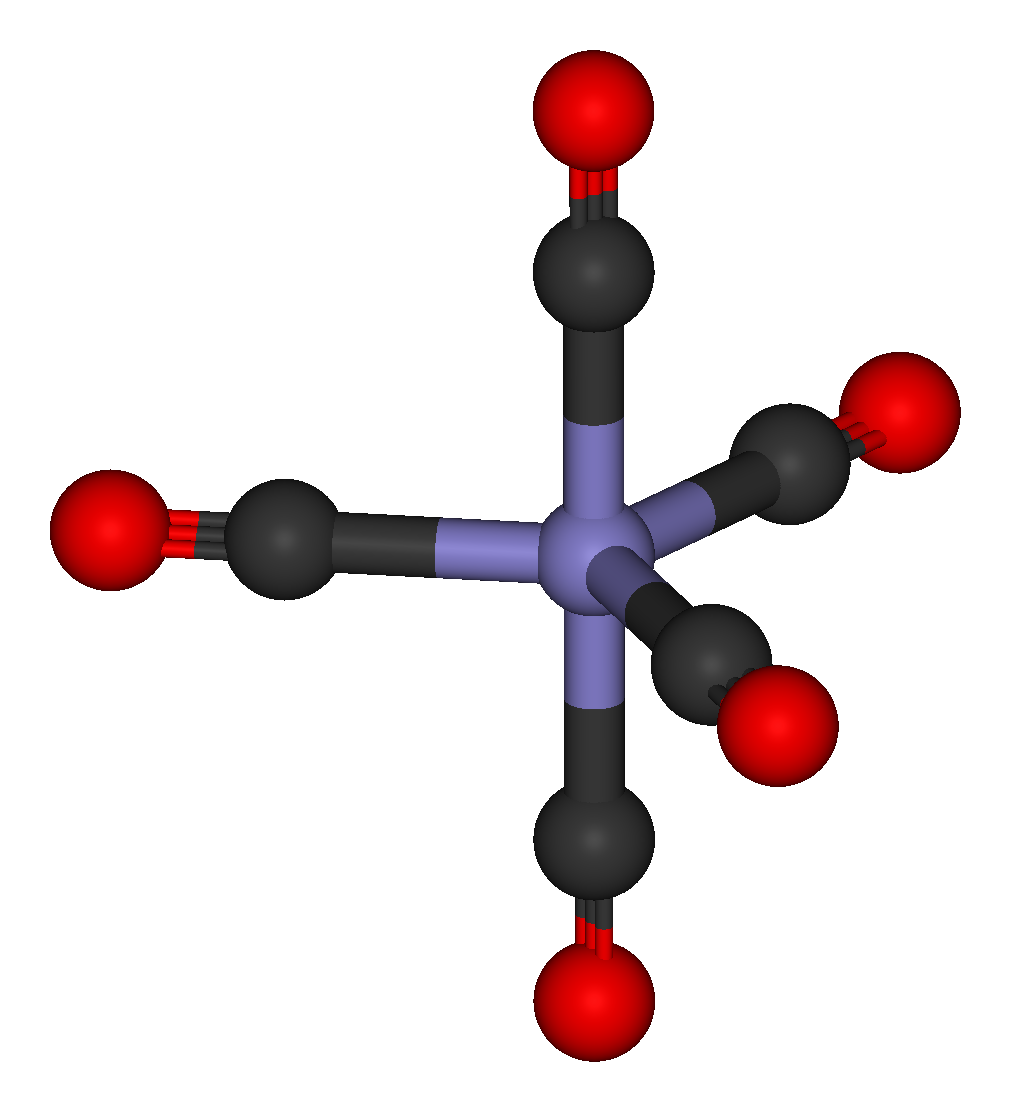
Estructura del pentacarbonil de ferro bipiramidal trigonal

Un metal·locarbonil és un complex químic format per un metall de transició i una molècula de monòxid de carboni (CO). Els metal·locarbonils homolèctics, que són els que només contenen lligands CO, s'indiquen generalment com M(CO), mentre que els que contenen altres lligands s'indiquen com LnM(CO).
Normalment són compostos volàtils i tòxics, la toxicitat es deu en part a la formació de carboxihemoglobina. Tendeixen a ternir caràcter apolar i a ésser incolors.
Entre els seus usos principals hi ha els de catalitzadors en la síntesi industrial.
Els primers metal·licarbonils van ser sintetitzats per Ludwig Mond, Carl Langer i Friedrich Quincke l'any 1890.